# Beinir Sigmundsson
Beinir Sigmundsson (* 10. Jahrhundert in Skúvoy/Färöer; † 970 in Dímun ebenda; meist nur Beinir oder Beiner) war zusammen mit seinem Bruder Brestir Herrscher über die Hälfte der Färöer zur Wikingerzeit.
Beinir war der Sohn von Sigmund dem Älteren. Er war liiert mit Tóra, die ihm Tóri gebar. Breinir und sein Bruder wurden 970 auf ihrem Zweit-Hof auf Stóra Dímun von Havgrímur und Svínoy-Bjarne ermordet. (siehe: Mord an Brestir und Beinir)
Brestir und Beinir werden in der Färingersaga und den nachfolgenden Erzählungen immer in einem Atemzug genannt, daher wird ihre gemeinsame Geschichte im Artikel über Brestir Sigmundsson behandelt, dem Vater von Sigmund Brestisson.
Eine neuere Theorie besagt, dass Beinir der Sohn von Ann Naddodsdóttir war, der Tochter von Naddoddur, und demnach möglicherweise schon ein (keltischer) Christ war, und eigentlich Beinir MacDroan hieß.

## Name
Der männliche Vorname Beinir ist altnordischen Ursprungs und stammt vom gleichlautenden Substantiv beinir („Hilfe, Dienst, Helfer“).